# Konrad I. von Salzwedel
Konrad I. von Salzwedel (* um 1130; † 1186) war von 1161 bis 1186 Bischof von Pommern. Unter ihm nahm das pommersche Bistum seinen Sitz in Cammin.
Konrad I. war dritter von fünf Söhnen des nicht urkundlich bestätigten Edelvogtes Friedrich von Salzwedel. Sein Bruder Volrad I. von Salzwedel, der spätere Graf von Dannenberg, hat wohl seine Wahl zum Bischof von Pommern positiv angestrengt, das suggeriert eine Urkunde von Papst Viktor IV. vom 2. März 1160, in der dieser die Schenkungen des Volrad I. bestätigt.
1160 wurde Konrad I. als Conradus de Saltwidele in einer in Havelberg ausgestellten Urkunde Albrechts des Bären unter den Zeugen erwähnt. 1161 wurde er dann als Bischof von Pommern nach Wollin berufen.
Er war damit nach Adalbert von Pommern (Amtszeit 1140–1161), einem Begleiter des Bischofes Otto von Bamberg, der zweite Bischof in Pommern.
Zeitweise musste der Bischof aber von Wollin zum Kloster Grobe ausweichen, da es in Wollin keinen ordentlichen Bischofssitz gab, das war aber Angriffspunkt des Erzbistums Magdeburg, das immer wieder Ansprüche auf das Bistum von Pommern einforderte. 1175 richteten dann aber die Pommernherzöge in Kammin Domkapitel und Dombezirk ein und statteten es mit allen Rechten, Freiheiten und Einkünften aus. 
1176 bezog dann Konrad I. den neuen Bischofssitz. Der Sitz war gewählt worden, weil die Dänen in der Zeit mehrmals Wollin angriffen und zum Teil zerstörten.